# Cixius pinarcolada
Cixius pinarcolada är en insektsart som beskrevs av Hoch och Asche 1993. Cixius pinarcolada ingår i släktet Cixius och familjen kilstritar.
Artens utbredningsområde är Spanien. Inga underarter finns listade i Catalogue of Life.